# 棱果蝎子草
棱果蝎子草（学名：Girardinia suborbiculata subsp. grammata）为荨麻科蝎子草属下的一个亚种。

## 扩展阅读
- 維基物種上的相關：棱果蝎子草